# Iridomyrmex albitarsus
Iridomyrmex albitarsus é uma espécie de formiga do gênero Iridomyrmex.